# 下大埔
下大埔是中国广东省广州市从化区的一个自然村。在太平镇东南面约2500米，属高埔村管辖。清朝后期建村，因位于大埔之下，故名。1998年时，全村人口157人。